# Zerschlagt die Banken
Zerschlagt die Banken (vollständiger Titel Zerschlagt die Banken. Entmachtet die Finanzmärkte. Eine Streitschrift) ist ein Buch des deutschen Wirtschaftswissenschaftlers Rudolf Hickel, eines emeritierten Professors für Politische Ökonomie und Finanzwissenschaft der Universität Bremen. Es erschien im Februar 2012 im Berliner Econ Verlag. Hickel analysiert darin die Finanzkrise ab 2007 und stellt Lösungsansätze zur Überwindung der dadurch eingetretenen Probleme dar. Zentrale Forderung seiner „Streitschrift“ ist die Rückführung der Banken auf eine dienende Funktion gegenüber der Realwirtschaft und die Destruierung der Systemrelevanz der Großbanken.
Das Buch erschien bis Sommer 2012 in drei Auflagen, wobei ab der zweiten Auflage der erste Untertitel auf Zivilisiert die Finanzmärkte geändert wurde. Außerdem erschien die „Streitschrift“ als E-Book. Das Buch stand Mitte März 2012 auf der Bestsellerliste für Sachbücher des Magazins Der Spiegel.

## Inhalt
Rudolf Hickel untersucht die 2007 begonnene Banken-, Finanz- und Wirtschaftskrise und plädiert in sieben Thesen insbesondere für eine Zerschlagung der „Spekulationsabteilungen“ der Großbanken zugunsten eines entmachteten Bankensystems sowie für eine Rückkehr zum traditionellen Bankgeschäft.
Er fordert die Zerschlagung der Großbanken, die nach seiner Ansicht die Finanzkrise 2008 verursacht haben, die bis heute das gesamte wirtschaftliche Leben belastet. Er fordert, den Großbanken die Systemrelevanz zu nehmen, das spekulative Investmentbanking zu zerschlagen, den Eigenhandel von Banken außerhalb der regulierten Börsen zu untersagen wie auch Leerverkäufe und Kreditausfallversicherungen im Wesentlichen zu verbieten.
Hickel schlägt auch vor, die im Verlauf der Wirtschaftskrise entstandenen Schattenbanken, die sich einer Regulierung entziehen, in staatliche Kontrolle zu überführen.
Die Finanzmärkte müssten durch ordnungspolitische Regeln entmachtet und ein Aufsichtssystem mit strengen Regeln eingeführt werden.
Die Banken sollten auf eine der Wirtschaft dienende Funktion zurückgeführt werden. Für Hickel spielen dabei die regionalen Sparkassen und genossenschaftliche Banken eine bedeutende Rolle. Eine Trennung von Geschäfts- und Investmentbanking zum Schutz von Staat, Wirtschaft und Bürger müsse die Politik durchsetzen.
Die US-amerikanischen Ratingagenturen Standard & Poor’s, Moody’s, Fitch Ratings sollten entmachtet und als Alternative eine politisch und ökonomisch unabhängige Ratingagentur für die EU eingerichtet werden.
Der Realwirtschaft mit Sachinvestitionen und den Innovationen müsse nach Hickel wieder der Vorrang vor der Finanzwirtschaft eingeräumt werden.
Die Politik soll nach Hickel wieder in die Lage versetzt werden, gestaltend in die Finanzmärkte einzugreifen.

## Rezeption
Frank Wiebe vom Handelsblatt stellte fest, dass Hickel sehr genau und zutreffend die Gründe und Hintergründe der großen Finanzkrise analysiert habe, allerdings seien viele Vorschläge nicht neu. Im Grund fordere er weniger eine Zerschlagung der vorhandenen Strukturen als vielmehr eine strengere Regulierung der Finanzwirtschaft. Wiebes Fazit: „Fast alles, was er fordert, passiert schon.“
Franziska Augstein von der Süddeutschen Zeitung hält fest, dass Hickel nicht nur Analyse der Bankenkrise betreibe, sondern auch Vorschläge zur Lösung der entstandenen Probleme unterbreite.
Ferdinand Klien vom NDR führt aus, dass nach Hickels Ansicht der Neoliberalismus gescheitert sei, der einen Zockerkapitalismus ermöglicht habe, der innovations- und zukunftsfeindlich sei. Das Buch sei allgemeinverständlich und komme zum richtigen Zeitpunkt.
Der Journalist Peter Brinkmann hebt hervor, dass es Hickel „nie um Gewinn, sondern um Gerechtigkeit“ gehe. In seinem Beitrag in der SPD-Parteizeitung Vorwärts hebt er hervor, dass Hickel eine Verstaatlichung der Banken fordere: „Die Entmachtung der Banken ist für Hickel eine notwendige Konsequenz zur Rückgewinnung des Primats der Politik über die Unternehmenswirtschaft.“
In einer Buchbesprechung führt der MDR an, dass mit dieser Streitschrift verständlich werde, wie es zu dieser Finanzkrise kommen konnte, „wo heute noch Probleme liegen und was sich für ein stabiles Finanzsystem ändern müsste“. Es wird auch angemerkt, dass eine Streitschrift die Möglichkeit bietet, über Alternativen zu streiten.

## Auszeichnungen und Nominierungen
Das Buch war für den getAbstract International Book Award nominiert, der 2012 zum zwölften Mal auf der Frankfurter Buchmesse verliehen wurde.